# Beker van Ivoorkust
De Beker van Ivoorkust is het nationale voetbalbekertoernooi van Ivoorkust dat wordt georganiseerd door de Ivoriaanse voetbalbond (FIF -Fédération Ivoirienne de Football-). Zoals de meeste bekercompetities wordt met het knock-outsysteem gespeeld.

## Finales
| Jaar                    | Winnaar                | Uitslag       | Finalist               |
| ----------------------- | ---------------------- | ------------- | ---------------------- |
| 1960                    | Espoir de Man          | 6-1           | Réveil Club de Daloa   |
| 1961                    | Africa Sports National | 2-1           | Stade d'Abidjan        |
| 1962                    | ASEC                   | 4-2           | Africa Sports National |
| 1963                    | Jeunesse Club          | 2-1           | Union S. Man           |
| 1964                    | Africa Sports National | 1-0           | AS RAN Agboville       |
| 1965-1966 niet gespeeld |                        |               |                        |
| 1967                    | ASEC                   | 2-1 nv        | Stella Club            |
| 1968                    | ASEC                   | 3-2           | Stade d'Abidjan        |
| 1969                    | ASEC                   | 2-2 ns (2-1)  | Africa Sports National |
| 1970                    | ASEC                   | 2-2, 0-0, 2-1 | Stella Club            |
| 1971                    | Stade d'Abidjan        | 4-1*          | SC Gagnoa              |
| 1972                    | ASEC                   | 2-1           | Stade d'Abidjan        |
| 1973                    | ASEC                   | 2-1           | Stella Club            |
| 1974                    | Stella Club            | 2-0           | Africa Sports National |
| 1975                    | Stella Club            | 1-1 ns (4-2)  | SC Gagnoa              |
| 1976                    | Stade d'Abidjan        | 3-3 ns (4-2)  | ASEC                   |
| 1977                    | Africa Sports National | 1-1 ns (4-3)  | Alliance Bouaké        |
| 1978                    | Africa Sports National | 1-1 ns (3-1)  | SC Gagnoa              |
| 1979                    | Africa Sports National | 6-2           | SC Gagnoa              |
| 1980                    | Réveil Club de Daloa   | 2-1           | Stella Club            |
| 1981                    | Africa Sports National | 2-1           | Stella Club            |
| 1982                    | Africa Sports National | 1-0           | ES Senou               |
| 1983                    | ASEC                   | 2-0           | USC Bassam             |
| 1984                    | Stade d'Abidjan        | 2-0           | SC Gagnoa              |
| 1985                    | Africa Sports National | 3-0           | SC Gagnoa              |
| 1986                    | Africa Sports National | 1-0           | ASEC                   |
| 1987                    | ASC Bouaké             | 2-1           | EECI                   |

| Jaar | Winnaar                | Uitslag               | Finalist                 |
| ---- | ---------------------- | --------------------- | ------------------------ |
| 1988 | ASI Abengourou         | 2-1                   | Stade d'Abidjan          |
| 1989 | Africa Sports National | 2-1                   | AS Sotra                 |
| 1990 | ASEC                   | 2-0                   | SC Gagnoa                |
| 1991 | finale niet gespeeld   | finale niet gespeeld  | finale niet gespeeld     |
| 1992 | finale niet gespeeld   | finale niet gespeeld  | finale niet gespeeld     |
| 1993 | Africa Sports National | 2-1                   | ASC Bouaké               |
| 1994 | Stade d'Abidjan        | 4-2                   | Africa Sports National   |
| 1995 | ASEC                   | 2-0                   | Stade d'Abidjan          |
| 1996 | SOA                    | 0-0 ns (10-9)         | Africa Sports National   |
| 1997 | ASEC                   | 4-0                   | Africa Sports National   |
| 1998 | Africa Sports National | 3-0 nv                | Stade d'Abidjan          |
| 1999 | ASEC                   | 5-0                   | Séwé Sports              |
| 2000 | Stade d'Abidjan        | 2-1                   | ASEC                     |
| 2001 | Alliance Bouaké        | 2-0                   | ASC Bouaké               |
| 2002 | Africa Sports National | 2-0                   | RFC Daoukro              |
| 2003 | ASEC                   | 1-1 ns (4-2)          | Africa Sports National   |
| 2004 | CO Bouaflé             | 2-1                   | Stade d'Abidjan          |
| 2005 | ASEC                   | 1-0                   | Séwé Sports              |
| 2006 | Issia Wazi             | 1-0                   | SOA                      |
| 2007 | ASEC                   | 3-0                   | Issia Wazi               |
| 2008 | ASEC                   | 1-0                   | Jeunesse Club            |
| 2009 | Africa Sports National | 2-1                   | ASEC                     |
| 2010 | Africa Sports National | 2-0                   | Jeunesse Club            |
| 2011 | ASEC                   | 1-1 ns (5-4)          | ASI Abengourou           |
| 2012 | Stella Club            | 1-0                   | Séwé Sports              |
| 2013 | ASEC                   | 0-0 ns (5-4)          | Stella Club              |
| 2014 | ASEC Mimosas           | 2 – 1 (aet)           | Séwé Sports de San Pedro |
| 2015 | Africa Sports National | 1 – 0                 | CO Bouaflé               |
| 2016 | Séwé Sports            | 2 – 1                 | ASEC Mimosas             |
| 2017 | Africa Sports National | 3 – 0                 | AS Tanda                 |
| 2018 | ASEC Mimosas           | 1 – 1 (aet, 5-3 pen.) | Stade d'Abidjan          |

* 1971: stopgezet wegens regen

### Prestaties per club
| Aantal | Club                   | Plaats  |   | Aantal               | Club         | Plaats |
| ------ | ---------------------- | ------- | - | -------------------- | ------------ | ------ |
| 18     | ASEC                   | Abidjan | 1 | Espoir de Man        |              |        |
| 15     | Africa Sports National | Abidjan | 1 | Jeunesse Club        | Abidjan      |        |
| 05     | Stade d'Abidjan        | Abidjan | 1 | Réveil Club de Daloa | Daloa        |        |
| 03     | Stella Club            | Abidjan | 1 | ASC Bouaké           | Bouaké       |        |
|        |                        |         | 1 | ASI Abengourou       | Abengourou   |        |
|        |                        |         | 1 | SOA                  | Yamoussoukro |        |
|        |                        |         | 1 | Alliance Bouaké      | Bouaké       |        |
|        |                        |         | 1 | CO Bouaflé           | Bouaflé      |        |
|        |                        |         | 1 | Issia Wazi           | Issia        |        |

Algerije ·
Angola ·
Benin ·
Botswana ·
Burkina Faso ·
Burundi ·
Centraal-Afrikaanse Republiek ·
Comoren ·
Congo-Brazzaville ·
Congo-Kinshasa ·
Djibouti ·
Egypte ·
Equatoriaal-Guinea ·
Ethiopië ·
Gabon ·
Gambia ·
Ghana ·
Guinee ·
Guinee-Bissau ·
Ivoorkust ·
Kameroen ·
Kenia ·
Lesotho ·
Liberia ·
Libië ·
Madagaskar ·
Mali ·
Marokko ·
Mauritanië ·
Mauritius ·
Mozambique ·
Namibië ·
Niger ·
Nigeria ·
Oeganda ·
Réunion ·
Rwanda ·
Sao Tomé en Principe ·
Senegal ·
Seychellen ·
Sierra Leone ·
Soedan ·
Somalië ·
Swaziland ·
Tanzania ·
Togo ·
Tsjaad ·
Tunesië ·
Zambia ·
Zimbabwe ·
Zuid-Afrika